# جان گلن بیل جونیور
جان گلن بیل جونیور (به انگلیسی: John Glenn Beall, Jr.) سناتور سابق عضو حزب جمهوری‌خواه ایالات متحده آمریکا بود. وی در سال ۱۹۷۱ تا ۱۹۷۷ میلادی سناتور ایالت مریلند در سنای ایالات متحده آمریکا بود.